# Butler (rivière)
Pour les articles homonymes, voir Butler.
La rivière Butler  (Butler River) est un cours d'eau de l’Île du Sud de la Nouvelle-Zélande dans le district de Westland, dans la région de la West Coast et un affluent du fleuve Whataroa.

## Géographie
Elle prend sa source sur les pentes nord-ouest du pic McMinnon dans les Alpes du Sud et s'écoule vers l'ouest pour atteindre le fleuve Whataroa à 15 km au sud-est de la ville de Whataroa.